# Robert F. Boyle
Robert F. Boyle (ur. 10 października 1909 w Los Angeles, zm. 1 sierpnia 2010 tamże) – amerykański scenograf filmowy. Był laureatem honorowego Oscara za całokształt twórczości. Nagrodę otrzymał w 2008, mając blisko 99 lat i stając się najstarszym laureatem w historii.
W swojej karierze Boyle otrzymał 3 nominacje do Oscara za scenografię do filmów: Północ, północny zachód (1959; reż. Alfred Hitchcock), Skrzypek na dachu (1971; reż. Norman Jewison) i Rewolwerowiec (1976; reż. Don Siegel). Kilka razy współpracował z Alfredem Hitchcockiem, tworząc scenografie do takich jego filmów jak: Sabotaż (1942), Północ, północny zachód (1959), Ptaki (1963), Marnie (1964). Na początku lat 90. po 50 latach pracy wycofał się z zawodu. Zmarł z przyczyn naturalnych w wieku 100 lat.

## Filmografia
- Sabotaż (1942)
- Przybysze z przestrzeni kosmicznej (1953)
- Prywatna wojna majora Bensona (1955)
- Nigdy nie mów do widzenia (1956)
- Północ, północny zachód (1959)
- Przylądek strachu (1962)
- Ptaki (1963)
- Marnie (1964)
- Z zimną krwią (1967)
- Sprawa Thomasa Crowna (1968)
- Skrzypek na dachu (1971)
- Rewolwerowiec (1976)
- Szeregowiec Benjamin (1980)
- Pozostać żywym (1983)
- Jumpin’ Jack Flash (1986)
- Dziennik sierżanta Fridaya (1987)
- Drużyna z Beverly Hills (1989)
- Zawieszony krok bociana (1991)